# Jacobs Holding
Die Jacobs Holding AG ist eine Beteiligungsgesellschaft mit Sitz in Zürich. Sie wurde 1994 von Klaus J. Jacobs gegründet.

## Tätigkeitsgebiet
Die Gesellschaft investiert in Unternehmen, welche in ihrem Bereich Marktführer sind.
Nach dem Verkauf von 10,1 % an Adecco 2014 blieb die Beteiligung von 50,1 % an Barry Callebaut im Fokus. Im November 2018 wurden 2,4 % Barry Callebaut-Anteile an Investoren verkauft. Im April 2021 gab die Gesellschaft bekannt, 550'000 Aktien von Barry Callebaut in einem beschleunigten Bookbuilding-Verfahren an professionelle Investoren in der Schweiz und an qualifizierte Investoren ausserhalb der Schweiz zu veräussern. Mit einer verbleibenden Beteiligung von 30,1 Prozent bleibe die Jacobs Holding aber Hauptaktionärin und mit einer unveränderten Vertretung im Verwaltungsrat bei Barry Callebaut langfristig engagiert.
Im September 2018 hat die Holding Cognita (vgl. Quinton House School) von Bregal Investments und KKR übernommen.
Zusätzlich besitzt die Holding zwei Firmen in Großbritannien und Argentinien, welche sich auf den Bereich Agribusiness spezialisiert haben.
Mit der Colosseum Dental Group baut die Jacobs Holding ein Netzwerk an Zahnarztpraxen auf. Die Gruppe verfügt mittlerweile europaweit über 230 Praxen mit 1.000 Zahnärzten.

## Organisation
Die Holding verfügt über eine zweistufige Organisationsstruktur, den Verwaltungsrat und die Geschäftsleitung.
Der Verwaltungsrat ist das oberste Entscheidungsgremium und trägt die Verantwortung für den langfristigen Erfolg der Gesellschaft.
Co-Präsidenten des Verwaltungsrates sind Nicolas und Philippe Jacobs.
Die Geschäftsleitung ist für die Durchführung des täglichen Investment-Managements sowie für die Umsetzung der Unternehmens-Vision, -Mission und -Strategie zuständig.
Vorsteher der vierköpfigen Geschäftsleitung ist seit Mai 2024 Timothy Franks (CEO).